# Azorín
José Augusto Trinidad Martínez Ruiz, cunoscut după pseudonimul său Azorín (n. 8/11 iunie 1873, Monóvar, Spania - d. 2/4 martie 1967, Madrid) a fost un romancier, eseist și critic literar spaniol, unul dintre cei mai valoroși ai epocii sale.
În memoria sa, se acordă anual Premio Azorín de Novela pentru cel mai bun roman în spaniolă încă nepublicat, premiu în valoare de 68.000 €.

## Opera literară
- Doctor Death de la 3 la 5, piesă de teatru într-un act; traducere în limba română de Eugen Tănase (1938).
- Diario de un enfermo (1901)
- La voluntad (1902)
- Castilla (book)|Castilla (1902)
- Antonio Azorín (1903)
- Confesiones de un pequeño filósofo (1904)
- Los pueblos (1905)
- La ruta de don Quijote (1905)
- La Cierva (1910)
- Lecturas españolas (1912)
- Castilla (1912)
- Clásicos y modernos (1913)
- Al margen de los clásicos (1915)
- Don Juan (1922, tr. 1923)
- Doña Inés (1925)
- Félix Vargas (1928)
- Una Hora de Espana (1948)
- Pueblo  (1949)